# St. Margareta (Wilburgstetten)

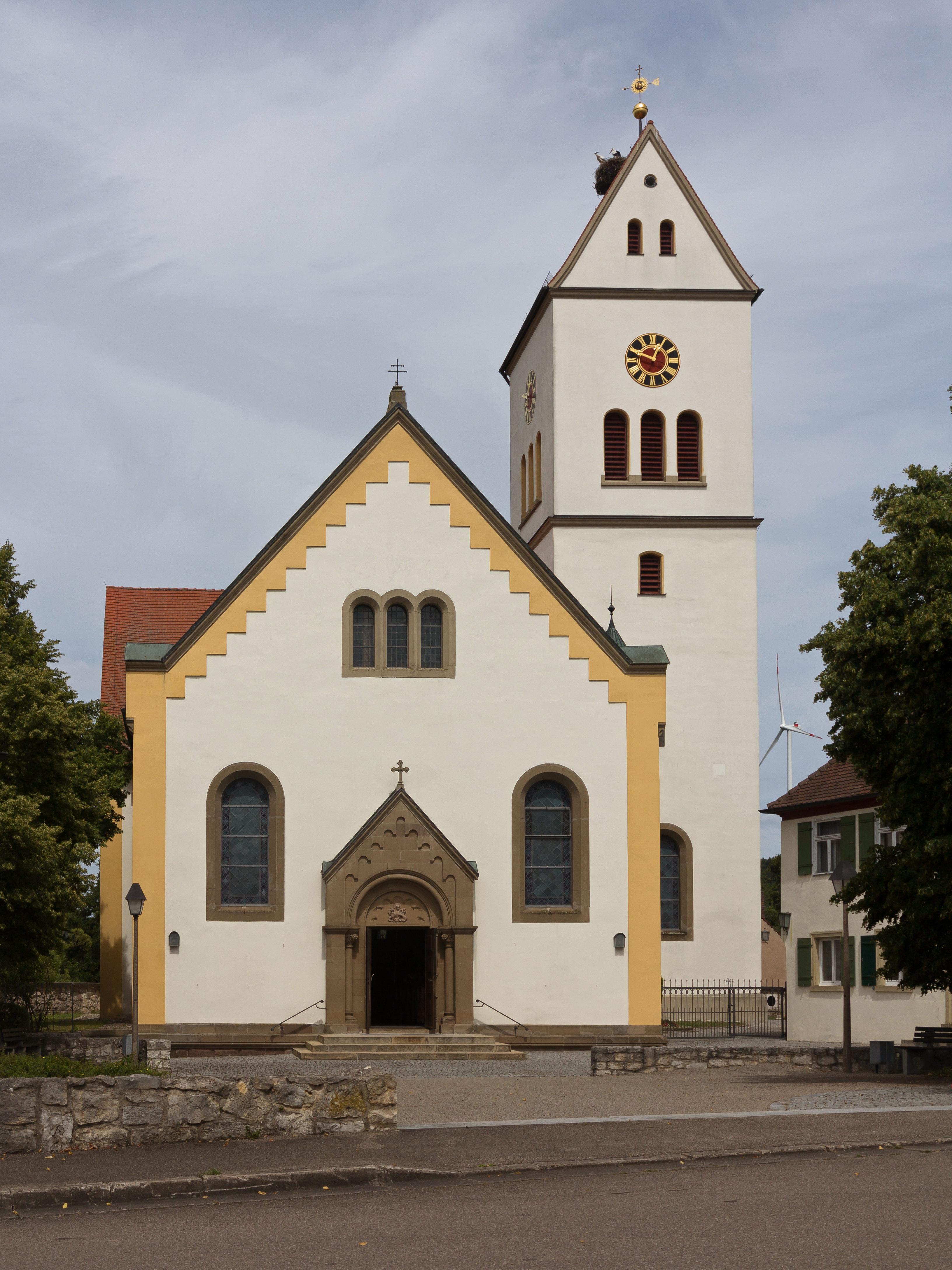
Kirche St. Margareta (von Süden)

Die Kirche St. Margareta ist das Gotteshaus der römisch-katholischen Kirchengemeinde Wilburgstetten. Ihre Anfänge gehen vermutlich auf eine mittelalterliche Eigenkirche des damals ortsansässigen Adels zurück. Die früheste Erwähnung der Kirche stammt allerdings erst aus dem Jahr 1602. Im Laufe ihrer Geschichte wurde sie mehrfach erweitert. Die heutige Gestalt empfing sie durch Umbau und Erweiterung um 1900. Im Jahr 2001 erfolgte die Erhöhung ihres Glockenturms.
Mit dem Pfarrhaus, dem Pfarrheim St. Josef und dem Grimmeiß-Haus gehört die St.-Margareta-Kirche zu einem Ensemble historischer Gebäude, das den Bischof-Rabeno-Platz umgibt.

## Patrozinium
Patronin der Wilburgstettner Kirche ist die aus Pisidien stammende Margareta von Antiochien. Sie soll um die Wende des 3./4. Jahrhunderts gelebt haben, um 304 als Märtyrerin gestorben sein und wird als eine der sogenannten Vierzehn Nothelfer verehrt. Von ihrem Leben erzählen mehrere – zum Teil widersprüchliche – Legenden. Sie gilt als Beschützerin der Bauern, Schwangeren, Jungfrauen und Ammen. Nebenpatron ist der römische Soldat und christliche Märtyrer Sebastian.

## Geschichte

Kirche St. Margareta (vor der Turmerhöhung), Grimmeiß-Haus

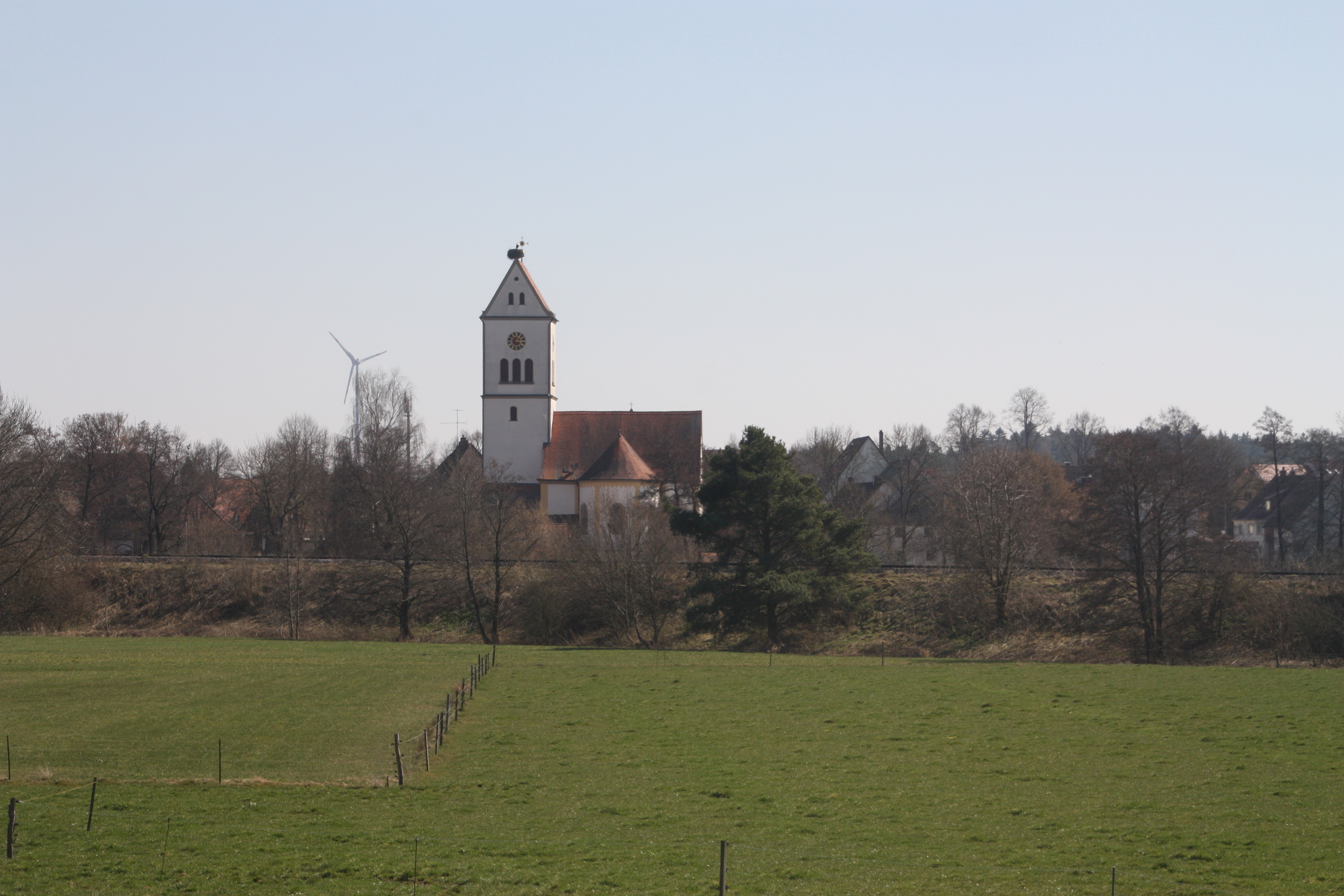
Kirche St. Margareta nach der 2001 erfolgten Turmerhöhung

Wilburgstetten war ursprünglich im Besitz der Truchsesse von Wilburgstetten, einer Nebenlinie der Truchsesse von Oettingen. Sie besaßen als bayerisches Lehensgut zwei Burgen, von denen die Limburg auf der nördlichen und die namensgebende Wilburg auf der südlichen Wörnitzseite lag. Eine Pfarrei soll auf dem Gebiet der Truchsesse bereits 1301 aufgerichtet worden sein; ein erster Pfarrer ist für 1405 dokumentiert. Das Vorhandensein von Pfarrei und Ortspfarrer setzt die Existenz eines Sakralgebäudes voraus, bei dem es sich eventuell um eine Eigenkirche des erwähnten Ortsadels handelte. Ob dieses Gebäude ein Vorgängerbau der St. Margareta-Kirche war, ist aufgrund der Quellenlage ungewiss. Der Kirchturm dürfte dem 14. oder 15. Jahrhundert angehören.
1431 veräußerte der Burggraf von Nürnberg, der seit 1405 durch Kauf im Besitz des Wilburgstettner Lehens war, Ort und den dazugehörigen Kirchensatz an zehn Bürger der Freien Reichsstadt Dinkelsbühl. Von diesem Datum an bis zum Ende des alten Reiches 1803 war Dinkelsbühl Herrin über den Ort und Inhaberin der Patronatsrechte über das Kirchwesen Wilburgstettens. Darauf verweist auch das Dinkelsbühler Wappen im Giebel des örtlichen Pfarrhauses.
Bestrebungen der Reichsstadt, in Wilburgstetten die Reformation einzuführen, scheiterten. Das Dorf ist seit 1549 eine römisch-katholische „Insel“ im protestantischen Gebiet.
Früheste Nachrichten über ein Kirchengebäude in Wilburgstetten stammen aus dem Jahr 1602. Das ursprünglich kleine romanische Langhaus mit geostetem Chorturm wurde in den Jahren 1779/80 erweitert. Der damalige Dachstuhl befindet sich unter der neuen Dachkonstruktion und ist nahezu vollständig erhalten. An einem seiner Stützbalken ist die Jahreszahl „1779“ eingelassen sowie der Name des Dinkelsbühler Zimmermanns Troßbach. 1897/98 erhielt die Kirche St. Margareta ihren heutigen Grundriss. Aus dem Langhaus wurde ein Querhaus. Das heutige Langhaus wurde im rechten Winkel dazu errichtet mit einer neuen nach Norden ausgerichteten Apsis und einem zur Südseite verlegten Haupteingang. Im Lauf der beiden folgenden Jahrzehnte wurde der Innenraum im neoromanischen Stil gestaltet. Die Einweihung der erweiterten und umgestalteten Kirche fand am 30. April 1903 statt. Die Konsekration nahm der Augsburger Diözesanbischof Maximilian von Lingg vor.
1980 wurde das sogenannte „Schußa“-Anwesen, das mit seinen Nebengebäuden den Blick auf die Portalseite der Kirche versperrte, erworben und abgerissen. An seiner Stelle befindet sich heute der Bischof-Rabeno-Platz mit der Kriegergedächtniskapelle.
Weitere Renovierungsarbeiten fanden in den Jahren 1994 bis 1998 statt. Dabei wurde die in der Zeit nach dem II. Weltkrieg erfolgte weiße Übermalung der Innenwände rückgängig gemacht und die neoromanische Bemalung von 1900 wiederhergestellt. Am Ende der Maßnahmen standen ein neuer Außenanstrich, die Erweiterung der Sakristei sowie die Aufstockung des Glockenturms von 22,70 auf 33,75 Meter (inklusive Wetterfahne), die 2001 erfolgte.

## Architektur

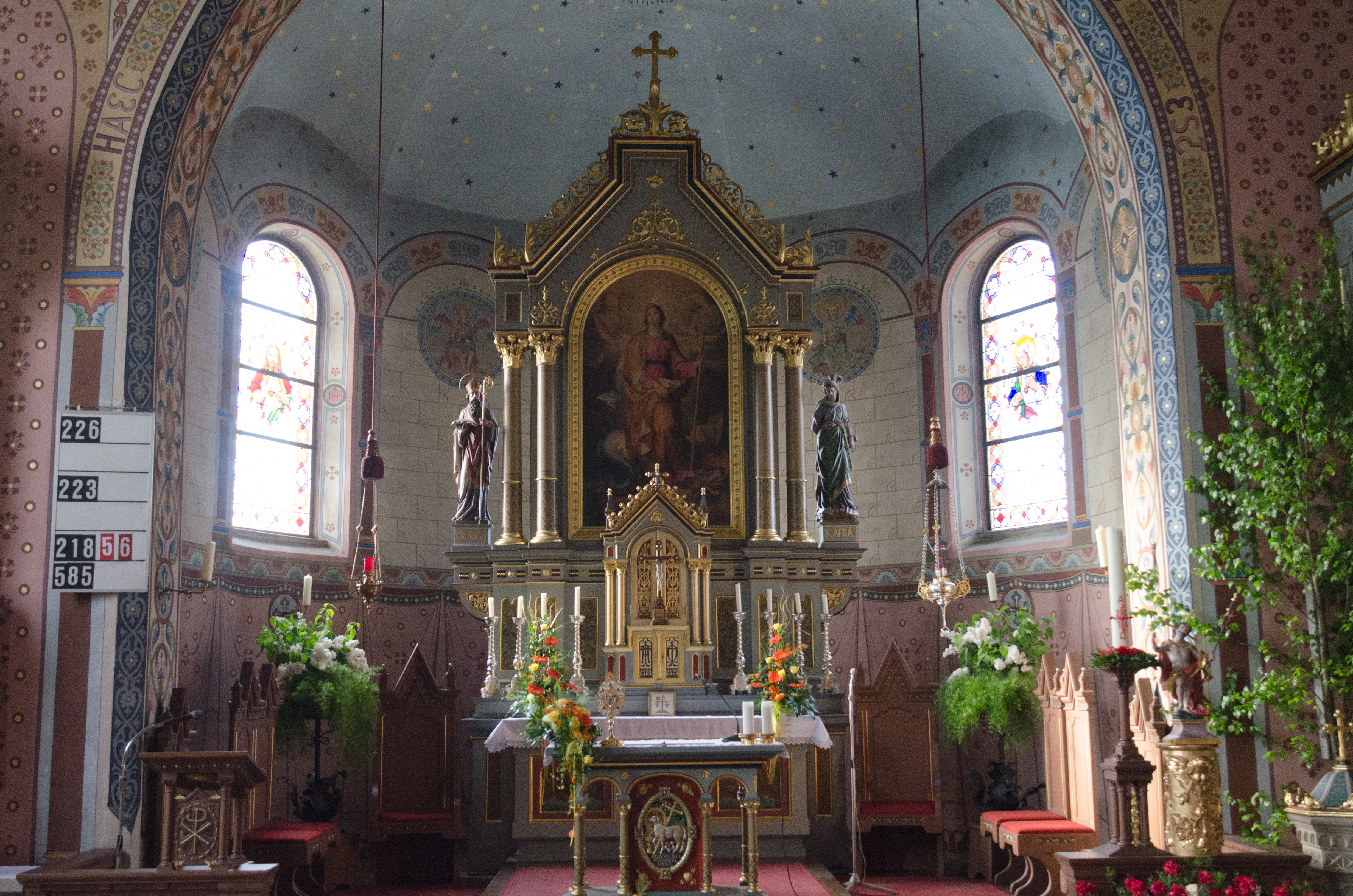
Altar

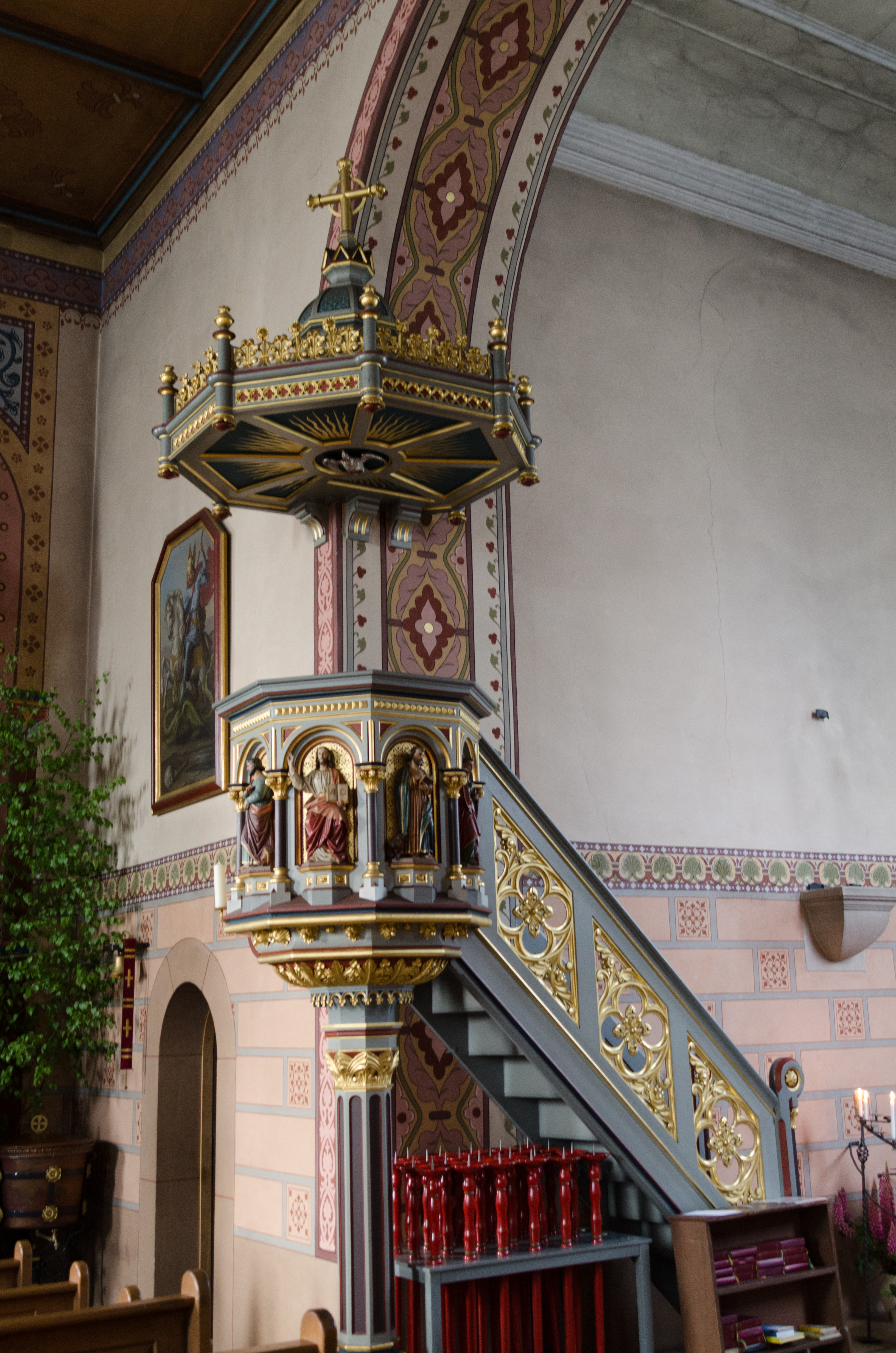
Kanzel

Die Kirche befindet sich im Norden des Ortes. An sie grenzt nach Osten hin der Ortsfriedhof, dessen Ummauerung teilweise ebenfalls unter Denkmalschutz steht. Den Abschluss des genordeten Baus bildet eine gewölbte Apsis. Das Querhaus von 1778 verbreitert das neoromanische Langhaus, ist aber noch an der Dachkonstruktion gut zu erkennen. Der Turm, in dessen Erdgeschoss sich ursprünglich der Altarraum befand, verfügt über eine quadratische Grundform und besteht aus verputzten Steinquadern. Die Sakristei, die in Zusammenhang mit der Turmerhöhung erheblich vergrößert wurde, befindet sich als Anbau an der Nordseite des Turmes.
Die Kirchenfenster haben – bis auf das spätbarocke Rundfenster im Westgiebel des ursprünglichen Langhauses – eine romanische Form. Vier der Fenster sind in die West- und zwei in die Ostwand eingelassen. Die Südwand verfügt ebenfalls über zwei Fenster, die das Hauptportal rechts und links flankieren. Im Giebel der Südwand finden sich drei kleine romanische Fenster, die nur durch schmale Sandsteinsäulen getrennt sind.
Die farbenfrohe neoromanische Ausmalung des Kirchenraums besorgte von Mai bis September 1900 die Augsburger Kunstwerkstatt Baldauf. Sie orientierte sich an der ursprünglichen Ausgestaltung. Bei der Neugestaltung kam die sogenannte Schablonenmalerei zur Anwendung. Auf dem Fußboden wurden schwarze und weiße Fliesen im Schachbrettmuster verlegt. Die Kirchendecke besteht aus Holzkassetten.

## Ausstattung
Die Inneneinrichtung des Gotteshauses ist bis auf wenige Ausnahmen neoromanisch. Zu den Ausnahmen gehören die Stuhlwangen des Kirchengestühls. Sie stammen aus der Zeit der Langhauserweiterung von 1778 und zeigen einen geschweiften Umriss sowie einen „Schnitzdekor aus Rocaille- und Gitterwerk mit Blumen“.

### Altäre
Der Hauptaltar mit Zelebrationstisch sowie der Josefaltar zur Linken und der Marienaltar zur Rechten der Apsis bilden das liturgische Zentrum der St. Margareta-Kirche. Haupt- und Nebenaltäre sind ein Werk der Augsburger Kunstanstalt Baldauf. Die Tischlerarbeiten führte Carl Port aus, die Verzierungen stammen aus der Hand von Carl Ebner. Die Altäre waren im Februar 1871 fertiggestellt und wurden zunächst im Chorturm aufgestellt. Nach dem Kirchenanbau 1898/99 fanden sie ihren heutigen Platz.
Die drei Altarbilder schuf der Künstler Johann Kaspar aus Obergünzburg. Das Bild des Hauptaltares zeigt die Kirchenpatronin Margarete von Antiochien als Siegerin über „den Drachen des Unglaubens und des Bösen“. Der Josefaltar trägt ein Bildnis des Märtyrers Sebastian, des Namenspatrons der Kirche. Das Gemälde des Marienaltars zeigt Maria als die „neue Eva [...], die der Schlange, die einst Adam und Eva verführte, den Kopf zertritt“.

### Kanzel
Die Kanzel ist erhöht und nur über eine Treppe zu erreichen. Sie verfügt über einen reichverzierten Schalldeckel und befindet sich – vom Langhaus aus gesehen – auf der rechten Seite. Befestigt ist sie an der Ecke Langhaus/ehemaliger Chor. Die Kanzel stammt aus dem Jahr 1881 und ist ein Werk der Augsburger Kunstwerkstätte Baldauf (Inhaber: Carl Port). Ihr Korpus zeigt den Pantokrator Jesus Christus mit erhobener Schwurhand. Das gleiche Motiv findet sich in der Deckenmalerei des jetzigen Seitenschiffs. Weitere Kanzelfiguren sind die vier Evangelisten Matthäus, Markus, Lukas und Johannes mit ihren jeweiligen Symbolen.

### Orgel
Die Kirche verfügt über eine pneumatische Orgel mit zwei Manualen und zehn Registern. Sie wurde 1901 von der Oettinger Orgelbauwerkstatt Georg Friedrich Steinmeyer als ihr Opus 709 errichtet und befindet sich auf der Empore über dem Hauptportal.
Über eine Vorgängerorgel schweigen die Quellen. Bekannt ist nur, dass es mindestens eine gegeben hat. In der in Ansbach 1859 erschienenen Statistik deutscher Schulen in Mittelfranken heißt es: „[...] die Orgel ist ganz ruinös und hat 8 Register“. Vierzehn Jahre später ist zu lesen: „In der Pfarrkirche ist zur Zeit keine Orgel, nur aushilfsweise ein Harmonium.“

## Geläut
Die älteste Glocke im Geläut der Wilburgstettner Kirche stammt aus dem Jahr 1927. Die beiden mittleren Glocken wurden 1953 gefertigt. Jüngste Glocke ist die von der ehemaligen Schulrektorin und Organistin Anneliese Gerstl gestiftete Anna-Glocke. Sie wurde 1982 gegossen. Das Vollgeläut wurde in der Sendung Zwölfuhrläuten vom 26. April 2008 durch den Bayerischen Rundfunk ausgestrahlt. Die Aufnahme befindet sich im Archiv.
| Glocke | Jahr | Gießerei                                    | Ton       | Gewicht | Durchmesser | Bildnis                                   | Widmung                                   |
| ------ | ---- | ------------------------------------------- | --------- | ------- | ----------- | ----------------------------------------- | ----------------------------------------- |
| I      | 1927 | Gebrüder Radler, Lauingen                   | d″ + 4/16 | 160 kg  | 66,8 cm     | Dreifaltigkeit, Schmerzhafte Gottesmutter | Dreifaltigkeit                            |
| II     | 1953 | Kuhn-Wolfart, Lauingen                      | g′ + 4/16 | 580 kg  | 102 cm      | Margareta, Michael                        | Wetterglocke                              |
| III    | 1953 | Kuhn-Wolfart, Lauingen                      | b′+ 4/16  | 350 kg  | 86,7 cm     | Maria Königin mit Kind                    | Gefallene und Vermisste beider Weltkriege |
| IV     | 1982 | Glockengießerei Bachert, Bad Friedrichshall | f′ + 3/16 | 857 kg  | 116 cm      | Anna selbdritt, Barbara                   | Marien- und Festtagsglocke                |